# Hijswerktuig

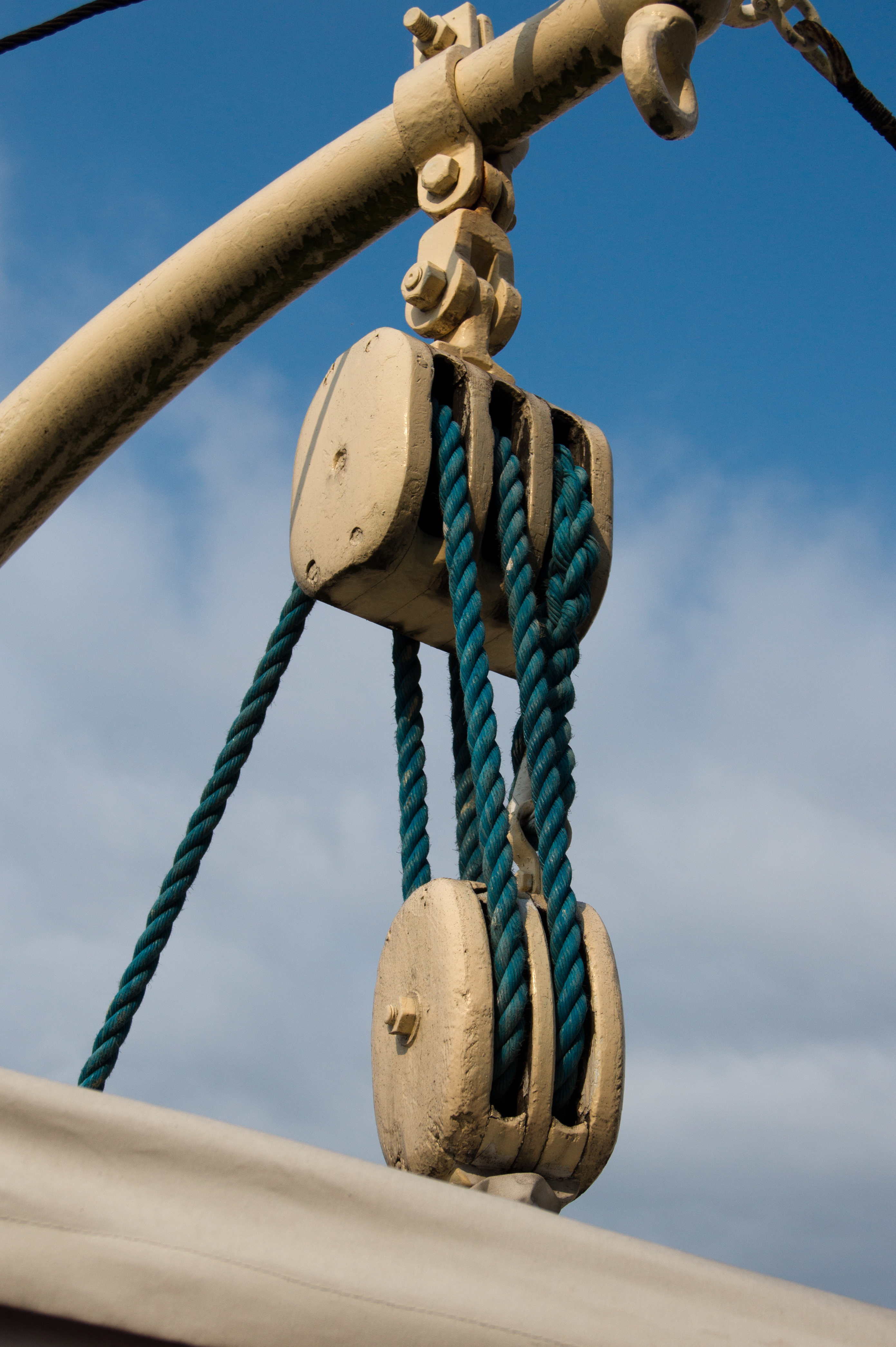
Hijswerk

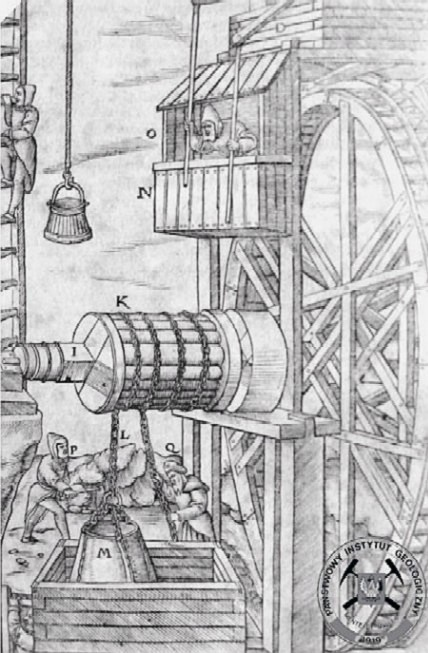
Een water-aangedreven mijn takel wordt gebruikt voor het opvoeren van erts.

Met een hijswerk of hijswerktuig wordt iets omhoog of omlaag gebracht. Voor het hijsen worden katrollen gebruikt. Hoe zwaarder de last des te meer katrollen zijn er nodig.
De last wordt met het hijswerk verbonden door touw of staalkabel. Ook worden hijsbanden, haken en sluitingen gebruikt om de last vast te maken aan het hijswerk.
De kraan voor het ophijsen van zware voorwerpen werd aan het eind van de zesde eeuw voor onze jaartelling door de Oude Grieken uitgevonden.
|  |  |

Later werd er ook een rechtmast met een kaapstander gebruikt, die bediend werd door handkracht.
De moderne kranen worden aangedreven door dieselmotoren en elektromotoren.
Ook helikopters, zoals de chinook, worden gebruikt voor het ophijsen en verplaatsen van materiaal.